# Walter Feilchenfeld-Fales

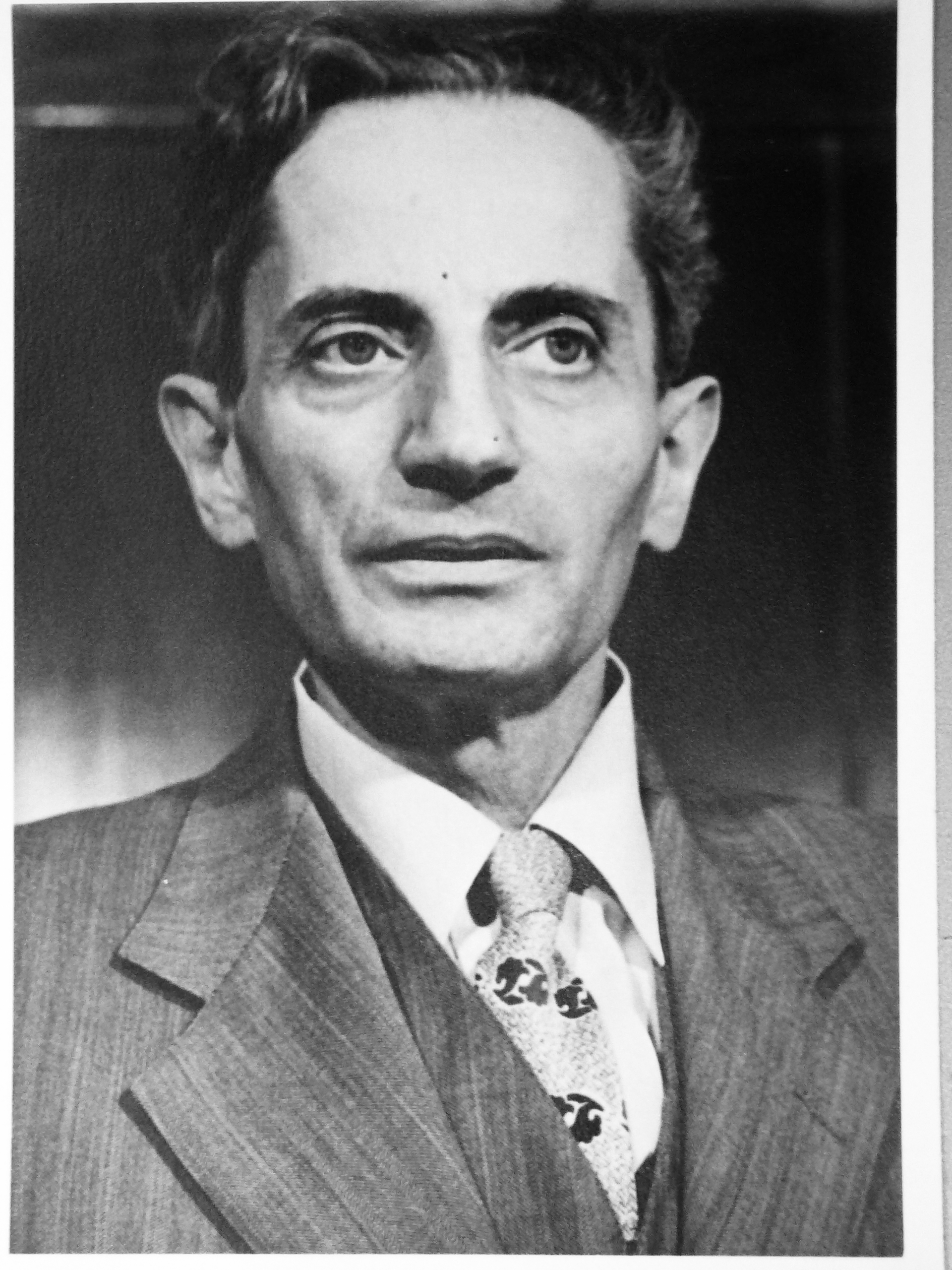
Walter Feilchenfeld-Fales (in den 1940er Jahren)

Walter Feilchenfeld-Fales (* 2. September 1896 in Berlin; † 18. April 1953 in Lincoln) war ein deutscher Pädagoge und Philosoph, der insbesondere als leitender Redakteur bei der Herausgabe der Werke und Briefe Pestalozzis bekannt ist.

## Leben und Werk

### Familie
Laut Walter Feilchenfelds Studie der Feilchenfeld-Familie stammen alle Personen mit diesem Namen von Wolf Fabian Fales (1745–1820) ab. Dieser lebte in Lissa und änderte um 1793, nach Übergang der Stadt zu den Preussen, seinen Namen zu Feilchenfeld. Über dessen Sohn Hirsch Wolf Feilchenfeld (1786–1865) ist Walter Feilchenfeld-Fales mit dem Rabbiner Fabian Feilchenfeld und dessen Enkel Walter Feilchenfeldt verwandt. Den ursprünglichen Namen Fales nahm er im Jahr 1940 (Emigration in die USA) an.

### Studium und Berufstätigkeit
Im Ersten Weltkrieg war Feilchenfeld Soldat, wurde verwundet und war 20 Monate in Gefangenschaft. Nach dem Krieg studierte er Germanistik und klassische Philologie an der Friedrich-Wilhelms-Universität in Berlin und promovierte dort 1922 bei Julius Petersen, Gustav Roethe und Eduard Spranger.

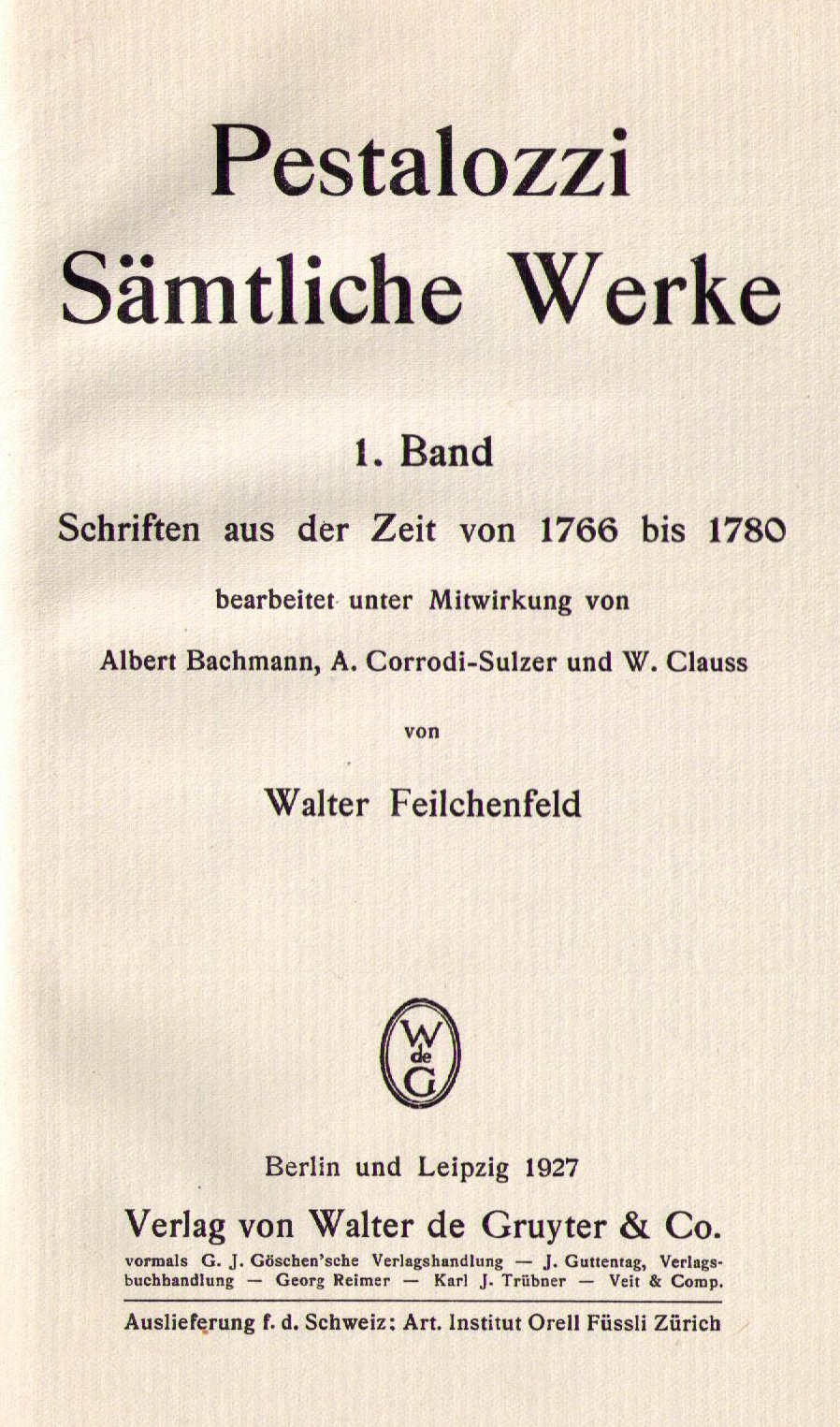
Titelblatt des ersten Bands der kritischen Pestalozzi-Ausgabe, 1927

Nach dem Lehrer-Referendariat unterrichtete er von 1924 bis 1928 am Kaiser-Friedrich-Realgymnasium (ab 1927: Karl-Marx-Schule) in Berlin-Neukölln, welches von Fritz Karsen geleitet wurde.
Nach einem Urlaubsjahr 1928–29, welches er für seine wissenschaftliche Arbeit nutzte, war Feilchenfeld als Aushilfslehrer an verschiedenen Schulen in Berlin beschäftigt, hatte jedoch keine dauerhafte Anstellung. Aufgrund seiner jüdischen Herkunft wurde ihm im Juli 1934 die Beschäftigung als Lehrer entzogen (aufgrund des sogenannten Gesetzes zur Wiederherstellung des Berufsbeamtentums, §6). Er erhielt ein geringes Ruhegehalt und arbeitete von 1934 bis 1938 am jüdischen Lehrerseminar in Berlin. Danach emigrierte er mit seiner Frau, die er am Lehrerseminar kennengelernt hatte, in die Schweiz und arbeitete bis Anfang 1940 weiter an der Pestalozzi-Ausgabe. Über Italien konnten sie im Februar 1940 mit einem der letzten Schiffe in die USA flüchten.

### Redakteur der Pestalozzi-Ausgabe
Von 1923 bis 1938 war Feilchenfeld leitender Redakteur der (kritischen Ausgabe der) „Sämtlichen Werke“ Pestalozzis. Dieses Projekt war 1923 von Spranger, Artur Buchenau und Hans Stettbacher initiiert worden. Der erste Band erschien 1927 zum 100. Todestag Pestalozzis, die Fertigstellung zog sich aber bis 1996 hin. Bei dem 1938 herausgekommenen Band 12 der Werk-Ausgabe wurde sein Name weder auf Titelblatt noch im Vorwort genannt.
Anerkennung fand seine Arbeit dann wieder bei der Herausgabe der „Sämtlichen Briefe“. Hier hatte er bereits vor dem Zweiten Weltkrieg wesentliche Vorarbeiten geleistet. Das wurde auch beim Erscheinen der „Sämtlichen Briefe“ (ab 1946) gewürdigt. So wird er in verschiedenen Brief-Bänden als einer der Bearbeiter genannt und er war Hauptbearbeiter der Bände 4 und 5.

### Emigration und Lincoln-University
Nach Ankunft in den USA arbeiteten Fales und seine Frau Ruth, geb. Ilgner, (1915–2004) als Hausangestellte; später war Walter im Archiv des American Friends Service Committee (der Quäker) angestellt und Ruth eröffnete einen Kindergarten. 1943 wurde der Sohn Evan, 1945 die Tochter Corinna geboren; die Familie wohnte zu dieser Zeit in Haverford/Pennsylvania.
Von 1946 bis 1953 war Fales Professor für Philosophie an der Lincoln University, Pennsylvania.
Seine Frau war die erste Absolventin an der Lincoln University. Ihre Lehrer-Ausbildung in Deutschland war in den USA nicht anerkannt worden, weshalb sie zusätzlich den amerikanischen Abschluss anstrebte. Da die Lincoln-University ein „schwarzes“ College war und außerdem bisher nur männliche Studenten ausbildete, musste Ruth Fales mit juristischen Mitteln ihren Abschluss erwirken, den sie 1953, kurz vor Walter Fales' Tod, erhielt.
Außer den im Abschnitt Werke genannten Arbeiten hat Walter Fales mehr als 60 Artikel veröffentlicht.

### Walter Fales Memorial Prize
Seit den 1960er Jahren wird an der Lincoln University der Walter Fales Memorial Prize an Studenten mit der besten Abschlussarbeit in Philosophie vergeben.

## Werke
- Der Einfluß Jakob Böhmes auf Novalis, Dissertation, Berlin, 1922.
- Leibniz und Henry More. Ein Beitrag zur Entwicklungsgeschichte der Monadologie. In: Kantstudien 28, Berlin, 1923.
- Pestalozzi, Goethe, Lavater. In: Deutsche Vierteljahrsschrift für Literaturwissenschaft und Geistesgeschichte 3, S. 431–443, Niemeyer, Halle, 1925.
- Entdecke dein Ich, Quelle & Meyer, Leipzig, 1926.
- Zur kritischen Gesamtausgabe von Pestalozzis Schriften und Briefen. In: Die Erziehung 2, S. 238–240, Quelle & Meyer, Leipzig, 1927 (mit gleichem Text auch in Geisteskultur 36).
- Der Begriff der Wahrheit bei Pestalozzi. In: Archiv für Geschichte der Philosophie 40, Heymanns, S. 504–533, 1931.
- Gedanken über eine Psychologie der Situation. In: Archiv für die gesamte Psychologie 87, S. 161–182, Akademische Verlagsgesellschaft, Leipzig, 1933.
- Aus unbekannten Schriften Joh. Heinr. Pestalozzis. In: Zeitschrift für Geschichte der Erziehung und des Unterrichts 23, S. 15–48, 1933
- Wisdom And Responsibility, Princeton University Press, 1946.
- The descendents of Wolf Fales (A chronicle of the Feilchenfeld family). Compiled by Walter Fales, 1947, online (Center for Jewish History).